# 文新里
文新里，中華民國臺南市佳里區的一個里，北與安西里接壤，東與東寧里接壤，南與建南里、南勢里接壤，西與七股區篤加里接壤。2018年里鄰調整時，將原安西里光復路以東劃入東寧里，再以文化路為界，以南析置文新里。